# Мария Антония Кохари
Мария Антония Кохари (нем. Maria Antonie Gabriele von Koháry; 2 июля 1797, Офен — 25 сентября 1862, Вена) — аристократка из рода венгерских магнатов Кохари, супруга принца Фердинанда Саксен-Кобург-Заальфельдского, мать короля-консорта Португалии Фердинанда II.

## Биография
Дочь имперского канцлера Ференца Йозефа Кохари де Чабраг (1767—1827) от его брака с графиней Марией Антонией фон Вальдштейн-Вартенберг (1771—1854). После смерти старшего брата Франца (1792—1798) осталась единственной наследницей огромного состояния. Ей принадлежало более 150 000 гектаров земли в современной Нижней Австрии, Венгрии и Словакии, включая замок Санкт-Антон, поместья, леса, шахты и фабрики. Антония Кохари была завидной невестой, при этом отличалась утончённой красотой. По словам её родственницы:

Она была невысокого роста, очень изящна и худощава. Фигура её была бы красива, если бы плечи были несколько шире и руки менее длинны. Зато головка её божественна. Она маленькая, премилой овальной формы. Её волосы очень красивые, светло-русые; брови светло-коричневого цвета, очерчены очень красиво; глаза прекрасные, темно-карие, с длинными ресницами. Они искрят как бриллианты и полны неистощимого веселья. У неё истинно венгерские глаза. Цвет лица у неё красивый розовый, напоминающий свежую розу. При этом она так проста и сердечна, так нетребовательна, что с ней все охотно становятся друзьями.
30 ноября 1815 года в Вене Антония Кохари вышла замуж за генерал-лейтенанта австрийской службы, участника Наполеоновских войн, Фердинанда Саксен-Кобург-Заальфельдского (1785—1851), брата будущего короля Бельгии Леопольда I и герцогини Кентской, матери королевы Виктории. За две недели до свадьбы (15.11.1815) император Франц II возвёл Ференца Йозефа Кохари в княжеское достоинство, что позволило его дочери быть на свадьбе в красном княжеском платье. В 1826 году супруги получили титул принца и принцессы, добавив к своему титулу приставку Кохари, став основателями католической семейной ветви Саксен-Кобург-Готского дома, откуда вышли правители Португалии, Бразилии и Болгарии.
Антония Кохари постоянно проживала с мужем в Вене в собственном дворце на Фаворитенштрассе. В обществе имела репутацию дамы семейной и добродетельной, «чем поразительно отличалась от других венских дам, она любила только мужа и своих детей». Скончалась в сентябре 1862 года в Вене и была похоронена в семейном мавзолее на кладбище Глоккенберг в Кобурге.

## Дети
- Фердинанд (1816—1885), король-консорт Португалии;
- Август (1818—1881), отец короля Болгарии Фердинанда I;
- Виктория (1822—1857), вышла замуж за Луи, герцога Немурского;
- Леопольд (1824—1884), вступил в морганатический брак с Констанц Гейгер.